# Font de Dalt (Cornudella de Montsant)
La Font de Dalt és una font de Cornudella de Montsant (Priorat) inclosa a l'Inventari del Patrimoni Arquitectònic de Catalunya.

## Descripció
Es tracta d'un element bastit de carreu constituint una mena de mur, amb un emplaçament endinsat per l'aixeta, que surt de les restes d'un element decoratiu. Hi ha una pica baixa amb sobreixidor. El conjunt, que encara és en ús, sembla que constituïa com una mena de placeta a l'extrem del carrer de Sant Andreu.

## Història
A la seva construcció, en data imprecisa, la font de Dalt recollia les aigües del Montsant, possiblement de la dita Font Vella. A la construcció del dipòsit de la Font Vella, a les darreries del segle passat, la font en rebia l'aigua, com també ho feia, possiblement, la font de la plaça de Sant Joan. Actualment, l'aigua subministrada prové del sistema d'abastament d'aigua de Cornudella. En un estat bastant deplorable, la font mereixeria una reconstrucció.